# 도라에몽: 스탠바이미
《도라에몽: 스탠바이미》(STAND BY ME ドラえもん)는 도라에몽 최초의 3D 영화로 2014년 8월 8일에 개봉한 후지코 F. 후지오 탄생 80주년 기념 작품이다.
기존 TV시리즈를 바탕으로 제작된 애니메이션 극장판과 달리 원작 만화를 바탕으로 별도 제작된 작품이다. 일본에서 2015년 1월까지 상영해, 5주 연속으로 일본 박스오피스 1위를 차지하고 10월 말에 600만 관객과 흥행수입 80억 엔을 돌파했다. 대한민국에서는 ㈜넥스트엔터테인먼트월드가 수입·배급하여 2015년 2월 12일에 개봉하였다. 그리고 2021년 5월 19일 도라에몽: 스탠바이미 2가 개봉하였다.

## 줄거리
조금 오래전의 도쿄 교외, 12세의 얼빠진 소년 노비 노비타가 살고 있었다. 거기에 22세기부터 타임 머신에서 4세대 후손인 노비 세와시 군과 주머니에서 비밀 도구를 내서 도와주는 22세기의 고양이형 로봇인 도라에몽이 온다.
세와시 군은 자신의 세대까지 노비타가 만든 빚에 시달리고 있다는 그 비참한 미래를 바꾸기 위해 노비타를 행복하게 하기 위해 도라에몽을 돌보는 담당자로서 데리고 온 것이지만, 도라에몽은 흥미가 없다. 그래서, 도라에몽에 성취 프로그램을 세트 하고 강제로 노비타의 참견에 관한 일을 하게 된다. 노비타를 행복하게 하지 않는 한, 도라에몽은 22세기에 못 가게 된다.
이러한 노비타를 행복하게 만들기 위해 도라에몽과 노비타는 공동 생활을 시작한다. 과연 노비타는 행복해 지고, 도라에몽은 22세기에 돌아가는지…!?

## 등장인물
- 도라에몽
- 노진구
- 신이슬
- 만퉁퉁
- 왕비실
- 노비 세와시
- 자이코

## 목소리 출연
- 도라에몽 : 미즈타 와사비 (水田 わさび)
- 노비 노비타 : 오오하라 메구미 (大原 めぐみ) / 청년 시절 츠마부키 사토시 (妻夫 木聡)
- 신이슬 : 카카즈 유미 (かかずゆみ)
- 만퉁퉁(자이언) : 키무라 스바루 (木村 昴)
- 왕비실 : 세키 토모카즈 (関 智一)
- 노비 세와시 : 마츠모토 사치 (松本 さち)
- 데키스키 히데토시 : 하기노 시호코 (萩野 志保子)
- 노비 타마코 : 미츠이시 코토노 (三石 琴乃)
- 노비 노비스케 : 마츠모토 야스노리 (松本 保典)
- 미나모토 요시오 : 타하라 아루노 (田原 アルノ)
- 타케시의 엄마 : 타케우치 미야코 (竹内 都子)
- 자이코 : 야마자키 바닐라 (山崎 バニラ)
- 선생님 : 타카기 와타루 (高木 渉)

## 스태프
- 원작 - 후지코 F. 후지오
- 각본 - 야마자키 타카시
- 감독 - 야기 류이치, 야마자키 타카시
- 음악 - 사토 나오키
- 제작 - 2014 『STAND BY ME 도라에몽』제작위원회 (후지코프로, 신에이 동화, 쇼가쿠칸, ADK, TV아사히, ShoPro, 도호, 덴츠, 시로구미, ROBOT, 아사히호소, 메 ~ 테레, 아베 슈지 사무소, 규슈 아사히 방송, 훗카이도TV, 히로시마홈TV)
- 제작 프로덕션 - 시로구미, ROBOT, 신에이 동화
- 제작 협력 - 후지코프로, 아베 슈지 사무소
- 배급 - 도호 사
- 번역 - 김언정
- 더빙 - 박지혜, 슐츠피린
- 더빙연출 - 최방욱
- 더빙제작 - 씨아이씨미디어

## 표어
- FUJIKO・F・FUJIO 80th ANNIVERSARY (후지코 F. 후지오 탄생 80주년 기념)

## 주제가
전체 작사·작곡: 사토 나오키
| #            | 제목                                   | 재생 시간 |
| ------------ | -------------------------------------- | --------- |
| 1.           | 〈노비타의 하루〉                      | 2:13      |
| 2.           | 〈STAND BY ME 도라에몽 Opening Title〉 | 1:09      |
| 3.           | 〈난 도라에몽〉                        | 0:54      |
| 4.           | 〈대나무 헬리콥터〉                    | 2:48      |
| 5.           | 〈4차원 주머니〉                       | 3:25      |
| 6.           | 〈각인 달걀〉                          | 1:14      |
| 7.           | 〈스네오Love〉                         | 0:48      |
| 8.           | 〈작전 실패〉                          | 1:13      |
| 9.           | 〈실연?〉                              | 2:02      |
| 10.          | 〈공부〉                               | 1:01      |
| 11.          | 〈시험 결과〉                          | 2:00      |
| 12.          | 〈잘 가, 시즈카짱.〉                   | 3:53      |
| 13.          | 〈무시스칸〉                           | 2:02      |
| 14.          | 〈나의 미래〉                          | 2:59      |
| 15.          | 〈노비타 청년〉                        | 2:11      |
| 16.          | 〈토도케, 이 기억!〉                   | 1:55      |
| 17.          | 〈친구〉                               | 2:55      |
| 18.          | 〈미래 비행〉                          | 1:37      |
| 19.          | 〈결혼전야〉                           | 2:59      |
| 20.          | 〈도라에몽의 눈물〉                    | 1:31      |
| 21.          | 〈약속〉                               | 4:10      |
| 22.          | 〈재회 ~거짓말800의 기적~〉            | 1:57      |
| 총 재생 시간 | 총 재생 시간                           | 46:56     |

해바라기의 약속 (ひまわりの約束)
작사,작곡 - 하타 모토히로 / 편곡 - 하타 모토히로, 미나가와 마코토
해바라기의 약속 (중국어) (向日葵的约定)
작곡 - 하타 모토히로 / 중국어작사 - 왕야준 / 노래 - 찡쿠이 쳉 (Sony Music Entertainment)
해바라기의 약속 (광둥어)
작곡 - 하타 모토히로 / 노래 - 람얀퉁, 릴 애시스, 람직홍, 후홍준
「영어 - STAND BY ME」（스페인판)
작사, 작곡 - Fiver / 노래 - Fiver

## 같이 보기
- 도라에몽의 영화 작품